# Castell de Finlarig
El castell de Finlarig és una fortificació de principis del segle XVII amb planta en forma de L (encara que és possible que fos construïda com a castell de planta en Z) situada prop del llac Tay i Killin, a Stirling, Escòcia.
Construït l'any 1609, és una de diverses fortificacions que van construir el clan Campbell de Breadalbane a la zona.
Sir Walter Scott l'esmenta en les seves novel·les històriques Rob Roy (1817) i més tard, en Fair Maid of Perth (1828), on l'assenyala com el lloc on va morir el cap del clan Quhele.